# 志村章子
志村 章子（しむら しょうこ、1939年〈昭和14年〉 - 2022年〈令和4年〉1月26日）は、日本のジャーナリスト、評論家、ガリ版文化研究者。

## 来歴・人物
東京府生まれ。武蔵野美術学校（現・武蔵野美術大学）第2西洋画科卒。足尾鉱毒事件、女性問題、老人問題などのジャーナリストとして活動、のちガリ版文化研究者。1994年、ガリ版愛好者の会「ガリ版ネットワーク」を創設（現・新ガリ版ネットワーク）。

## 著書

### 単著
- 『ガリ版文化を歩く 謄写版の百年』新宿書房、1995年1月。ISBN 9784880082035。
- 『ガリ版ものがたり』大修館書店、2012年3月。ISBN 9784469222180。

### 編集
- 福田博治『京洛茶話 文房具つれづれぐさ』ニチマ出版部、1986年4月。
- 筒井やよひ『ボク学校きらいだもん 学習障害児を育てた母の記録』同時代社、1987年4月。ISBN 9784886831507。
  - 筒井やよひ『ボク学校きらいだもん 学習障害児を育てた母の記録』上村菊朗監修（新装版）、同時代社、1990年10月。ISBN 9784886832436。

### 共著・共編・共編著
- 田村紀雄、志村章子『ガリ版文化史 手づくりメディアの物語』新宿書房、1985年3月。ISBN 9784880082776。
- 志村章子、田上正子『あなたが「離婚」を考えるとき もう一つの人生に向けて』同時代社、1992年11月。ISBN 9784886832849。
- 田村紀雄・志村章子共編 編『語りつぐ田中正造 先駆のエコロジスト』社会評論社、1998年9月。ISBN 9784784504992。

## 参考
- [ISBN　978-4-469-22218-0]
- 『現代日本人名録』2002年